# Freewheeler (album)
Freewheeler er fjerde studiealbum fra den danske rockduo, Electric Guitars. Albummet udkom 12. november 2021 hos Mighty Music/Target Records. Som på de tidligere albums optræder også Morten Hellborn (trommer) og Peter Kjøbsted (bass) på hele produktionen.

## Spor
1. "Dopamine" - (03:21)
2. "Hot Blooded Woman" - (04:02)
3. "Nervous Breakdown" - (03:33)
4. "Zero Four" - (04:14)
5. "Going Out" - (03:33)
6. "Incoming" - (03:50)
7. "Cut Loose" - (03:44)
8. "Freewheeler" - (03:45)
9. "The Rainbow" - (04:02)
10. "Welcome History" - (05:02)